# Округ Камберланд (Вирџинија)
Камберланд (енгл. Cumberland County) је округ у америчкој савезној држави Вирџинија.

## Демографија
По попису из 2010. године број становника је 10.052, што је 1.035 (11,5%) становника више него 2000. године.
| Група             | 2000.         | 2010.         |
| Белци             | 5.386 (59,7%) | 6.353 (63,2%) |
| Афроамериканци    | 3.376 (37,4%) | 3.278 (32,6%) |
| Азијати           | 32 (0,4%)     | 35 (0,3%)     |
| Хиспаноамериканци | 150 (1,7%)    | 181 (1,8%)    |
| Укупно            | 9.017         | 10.052        |